# Predromanska umetnost
Predromanska umetnost in arhitektura je obdobje evropske umetnosti bodisi iz nastanka merovinškega kraljestva okoli leta 500 ali iz karolinške renesanse v poznem 8. stoletju, do začetka romanskega obdobja 11. stoletja. Ta izraz se uporablja le za arhitekturo in monumentalno skulpturo, tu pa so na kratko opisane vse umetnosti obdobja.
Glavna tema v tem obdobju je uvedba in absorpcija klasičnih sredozemskih in zgodnjekrščanskih oblik z germanskimi, kar je spodbudilo inovativne nove oblike. To pa je vodilo do vzpona romanske umetnosti v 11. stoletju. V obrisu srednjeveške umetnosti je sledilo tisto, kar se običajno imenuje umetnostno obdobje »barbarskih« ljudstev: Otoška keltska umetnost na britanskih otokih in pretežno merovinška na celini.
V večini zahodne Evrope je rimska arhitekturna tradicija preživela propad imperija. Merovingi (Franki) so še naprej gradili velike kamnite zgradbe, kot so samostanske cerkve in palače.
Poenotenje frankovskega kraljestva pod  Klodvikom I. (465–511) in njegovimi nasledniki se je ujemalo s potrebo po gradnji cerkva in še posebej samostanskih cerkva, saj so bile zdaj središče moči merovinške cerkve. Južno od Loare je obstajalo dvesto samostanov, ko je v Evropo leta 585 prispel irski misijonar sveti Kolumban. Samo 100 let kasneje, do konca 7. stoletja, je v merovinškem kraljestvu delovalo več kot 400 . Gradbeni načrti so pogosto nadaljevali tradicijo rimske bazilike.
Številni merovinški načrti so bili rekonstruirani iz arheologije. Opis v škofa Gregorja Toursa Zgodovini Frankov bazilike svetega Martina, ki jo je na začetku obdobja in na robu frankovskega ozemlja zgradil pri Toursu sveti Perpetuus (škof 460-490) na začetku obdobja in ob robu frankovskega ozemlja, obžaluje izginotje te stavbe, ene najlepših merovinških cerkva, za katero pravi, da je imela 120 marmornih stebrov, stolpe na vzhodnem koncu in več mozaikov: »Saint-Martin je prikazal navpični poudarek, kombinacijo enot, ki tvorijo zapleten notranji prostor in ustrezno bogato zunanjo silhueto, ki naj bi bila značilnost romanike«. 
Merovinge so nadomestili Karolingi leta 752, kar je uvedlo karolinško arhitekturo med letoma 780 in 900 in otonsko arhitekturo v Sveto rimsko cesarstvo od sredine 10. stoletja do sredine 11. stoletja. Te zaporedne frankovske dinastije so veliko prispevale k romanski arhitekturi.

## Primeri frankovskih stavb
- Baptistère de Riez, zgrajen v 4., 5. in 7. stoletju
- stolnica Fréjus okoli leta 450
- Kripta Saint-Laurent Grenoble okoli leta 500
- Aix stolnica okoli leta 500, krstilnica, ki so jo zgradili Merovingi
- Baptistère Saint-Jean leta 507
- Baptistère de Venasque okoli leta 500
- Samostan in cerkev Saint-Germain-des-Prés okoli leta 540
- Radegunda v Poitiers,u grobnica St. Radegunda leta 587
- Jouarre Abbey leta 630, merovinška kripta
- Samostan Reichenau leta 724
- Benediktinski samostan sv. Janeza, Müstair leta 780
- Granusturm leta 788, 20 metrov visok stolp v Aarchnu
- Benediktinski samostan Lorsch, prehod, (c.800)
- Palatinska kapela, Aachen (Aix-la-Chapelle) (792-805)
- Ingelheimer Kaiserpfalz leta 800
- Oratorij škofa Theodulfa Orleansa v Germigny-des-Prés leta 806
- samostanska cerkev sv. Ursmarja, v Lobbesu, Belgija (819-823)
- Sv. Mihael, Fulda, rotunda in kripta (leta 822)
- Einhardova bazilika, Steinbach (leta 827)
- cerkev sv. Justina, Frankfurt-Höchst (leta 830)
- Grad Broich 883-884, karolinska trdnjava
- Grad Broich, Muelheim na Rurju (leta 884)
- Samostan Corvey (leta 885)
- Cerkev sv. Jurija, Oberzell na otoku Reichenau (leta 888)
- St. Georg (Reichenau-Oberzell) leta 900
- St. Johannis (Mainz) leta 910
- Cerkev sv. Philiberta, Tournus leta 950
- Sv. Cyriakus, Gernrode leta 969

Otonski in Sveti rimski imperij
- stolnica v Mainzu se je začela 991 in 994 n. št. in ohranja neko strukturo tega obdobja.
- Cerkev sv. Mihaela Hildesheim leta 1031

## Cesarski slog

### Karolinška umetnost
Karolinška umetnost je približno 120-letno obdobje od približno leta 780 do 900, v času vladanja Karla Velikega in njegovih neposrednih dedičev, popularno znanega kot karolinška renesansa. Čeprav je bila kratka, je bila zelo vplivna; severnoevropski kralji so prvič promovirali klasične mediteranske rimske umetniške oblike, hkrati pa so ustvarjali inovativne nove oblike, kot so naturalistične risbe, ki so imele trajni vpliv. Karolinške cerkve so običajno bazilikalne, kot so zgodnjekrščanske cerkve v Rimu in običajno vključene v zahodna dela, kar je nedvomno precedens za zahodne fasade kasnejših srednjeveških stolnic. Izvirni westwerk se danes ohranja v opatiji Corvey, zgrajeni leta 885. Po precej kaotičnem intervalu po karolinškem obdobju je nova otonska dinastija oživila cesarsko umetnost od približno leta 950 in nadalje razvijala karolinški slog v otonski umetnosti.

### Otonska umetnost
Germansko predromansko umetnost v 120-letnem obdobju od leta 936 do 1056 se običajno imenuje otonska umetnost po treh saških cesarjih po imenu Oton (Oton I. Veliki, Oton II. in Oton III.), ki so vladali Svetemu rimskemu cesarstvu od leta 936 do 1001.
Po propadu Karolinškega cesarstva je Sveto rimsko cesarstvo ponovno vzpostavilo saško dinastijo. Iz tega je nastala obnovljena vera v zamisel o imperiju in reformirani cerkvi, ki je ustvarila obdobje okrepljene kulturne in umetniške vneme. V tem ozračju so nastajale mojstrovine, ki so združile tradicije, iz katerih so otonski umetniki izpeljali svoj navdih: modele poznoantičnega, karolinškega in bizantinskega izvora.
Veliko otonske umetnosti je odražalo željo dinastije, da bi vizualno vzpostavila povezavo s krščanskimi vladarji pozne antike, kot so Konstantin I. Veliki, Teoderik Veliki in Justinijan I. ter njihovi karolinški predhodniki, zlasti Karel Veliki.
Otonski samostani so izdelali nekaj najbolj veličastnih srednjeveških iluminiranih rokopisov. Bili so pomembna umetnostna oblika tistega časa, samostani pa so imeli neposredno sponzorstvo cesarjev in škofov, in so imeli najboljšo opremo in talent.

## Regionalni slogi

### Hrvaška
V 7. stoletju so Hrvati z drugimi Slovani in Avari prihajali iz severne Evrope v regijo, kjer danes živijo . Prve hrvaške cerkve so bile zgrajene kot kraljeva svetišča, vpliv rimske umetnosti pa je bil najmočnejši v [Dalmacija|Dalmaciji]], kjer je bila urbanizacija najgostejša. Postopoma je bil ta vpliv zanemarjen in pojavile so se nekatere poenostavitve in spremembe podedovanih oblik in celo ustvarjanje prvotnih zgradb.
Vse izmed njih (ducat velikih in stotine majhnih) so bile zgrajene iz grobo rezanega kamna in z debelo plastjo malte na zunanji strani. Velike cerkve so vzdolžne z eno ali tremi ladjami, kot je cerkev svetega Odrešenja (hrvaško cerkev Sv. Spasa) na izviru reke Cetine, zgrajene v 9. stoletju, skupaj s cerkvijo sv. Križa v Ninu. Največja in najbolj zapletena centralna cerkev iz 9. stoletja je posvečena sv. Donatu v Zadru.
Oltarne ograje in okna teh cerkva so bila močno okrašena s prosojnim plitvim nizom podobnim ornamentom, ki se imenuje pleplet, ker so bile niti navite in preoblikovani skozi sebe. Motivi teh reliefov so bili vzeti iz rimske umetnosti; včasih so se poleg tega okrasja pojavljale figure iz Svetega pisma, kot je relief v Sveti Nedjeljici v Zadru. Podobno se je zgodilo tudi z gravurami v zgodnji hrvaški pisavi - glagolici. Kmalu so glagolico nadomestili z latinskimi napisi na oltarskih ograjah in arhitravih starih hrvaških cerkva.
Iz kronske cerkve kralja Zvonimira v Solinu prihaja oltarna plošča s figuro hrvaškega kralja na prestolu s karolinško krono, služabnikom ob strani in subjektom, ki se je poklonil kralju.
Z vstopom pod madžarsko krono v 12. stoletju je Hrvaška izgubila svojo polno neodvisnost, vendar ni izgubila vezi z jugom in zahodom, temveč je to zagotovilo začetek nove dobe srednjeevropskega kulturnega vpliva.

### Anglija
Anglosaška umetnost pokriva obdobje od časa kralja Alfreda (885) do oživitve angleške kulture po koncu vikinških napadov, do začetka 12. stoletja, ko je romanska umetnost postala novo gibanje. Pred kraljem Alfredom je obstajala otoška keltska kultura, ki je v otoški keltski umetnosti ustvarjala zlitje anglosaških in keltskih tehnik in motivov, ki so se na Irskem in v severni Angliji prenehali z Vikinškimi vpadi. Anglosaška umetnost je danes večinoma znana po iluminiranih rokopisih in kovinskih predmetih.

### Francija
Po propadu Karolinškega cesarstva se je Francija razcepila v vrsto fevdalnih provinc in je francoska umetnost 10. in 11. stoletja, ki ni imela organiziranega cesarskega pokroviteljstva, postajala lokalizirana okoli velikih samostanov in ni imela prefinjenosti dvorno usmerjenega sloga.
Več regionalnih slogov se je razvilo na podlagi razpoložljivosti karolinških rokopisov (kot modeli, iz katerih lahko črpajo) in razpoložljivosti potujočih umetnikov. Samostan svetega Bertina je postal pomemben center pod opatom Odbertom (986–1007), ki je ustvaril nov slog, ki temelji na anglosaških in karolinških oblikah. Bližnja opatija svetega Vaasta je ustvarila številna dela. V jugozahodni Franciji pri samostanu Saint Martial v Limogesu je bilo okoli leta 1000 izdelanih več rokopisov, kot so bili izdelani tudi v Albiju, Figeacu in Saint-Sever-de-Rustanu v Gasconyju. V Parizu se je razvil slog v opatiji Saint Germain-des-Prés. V Normandiji se je od leta 975 dalje razvil nov slog.

### Španija in Portugalska
Prva oblika predromanike v Španiji in na Portugalskem je bila vizigotska umetnost, ki je prinesla podkvaste loke v poznejšo Al Andaluz mavrsko arhitekturo in razvila draguljarstvo.
Po mavrski zasedbi se je predromanska umetnost najprej zožila na kraljestvo Asturijo, edino krščansko območje v tistem času, ki je doseglo visoko stopnjo umetniškega čiščenja. Kristjani, ki so živeli na mavrskem ozemlju, Mozarabci, so ustvarili svoj arhitekturni in iluminiran slog, mozarabsko umetnost.
Najbolj ohranjeni vizigotski spomenik na Portugalskem je kapela sv. Frutuosa v Bragi.

### Italija
Južna Italija je imela koristi od prisotnosti in navzkrižnega vpliva Bizantincev, Arabcev in Normanov, medtem ko so sever večinoma še najprej nadzorovali Karolingi. Normani na Siciliji so se odločili naročiti bizantinske delavnice, da bi okrasili svoje cerkve, kot so Monreale in stolnica v Cefalù, kjer so preživeli popolni ikonografski programi mozaika. Izdelane so bile pomembne freske in iluminirani rokopisi.

### Slovenija
V Sloveniji je mogoče najti sledi predromanske arhitekture in umetnosti v nekaterih cerkvah kot so: 
- sveti Jurij in sveti Martin na Svetih gorah na Bistrico ob Sotli: skrivnosten relief s podobo za katero se ne ve točno kaj predstavlja in napis na ločni prekladi;
- cerkev sv. Vida v Šentvidu pri Grobelnem: figuralni relief na zunanjščini južne stene;
- cerkev sv. Marije v Slivnici pri Mariboru: relief z značilno tračno pletenico v južni steni ladje;
- cerkev sv. Martina v Laškem: predromanski portal z mlajšo gotsko poslikavo in kapitel;